# サイクロン作戦
サイクロン作戦（サイクロンさくせん、英語: Operation Cyclone）は、アフガニスタン紛争中の1979年から1989年にかけて、ムジャヒディンに武器や資金の提供を行ったアメリカ合衆国中央情報局 (CIA) の計画に対するコードネーム。
隣国パキスタンの支援を受けたのみならず、ソビエト連邦による侵攻の前から、アフガニスタン民主共和国政権と戦闘行為を行っていたイスラム武装勢力への支援を強力に推進した。1980年に数億ドル、1987年には63億ドルもの資金を投入しており、CIAが極秘裏に行った作戦としては最長かつ最も費用のかかったものの1つであった。アフガニスタン内戦中にムハンマド・ナジーブッラー率いるアフガニスタン人民民主党 (PDPA) と戦闘行為を行った1989年以後も、ムジャヒディンに対する資金提供自体は続くこととなる。

## 背景

### アフガニスタンにおける共産政権の成立
1978年春、共産主義政党のアフガニスタン人民民主党がサウール革命により政権を掌握。数ヶ月のうちに反政府派がアフガニスタン東部で反乱を引き起こし、ムジャヒディンによる内戦へと瞬く間に発展してゆく。当時のパキスタン政府は訓練施設を反乱軍へ極秘裏に提供し、ソビエト連邦はPDPA政権に対し数1,000名もの軍事顧問を派遣することとなる。この間PDPA内部でもハルク派とパルチャム派による内ゲバが深まった結果、パルチャム派閣僚が罷免されたり、同派の軍官が逮捕される事態となった。
その後ハルク派の大統領であるヌール・ムハンマド・タラキーは1979年9月、同じくハルク派に属していた同僚のハフィーズッラー・アミーンが引き起こしたPDPA内部のクーデターにより暗殺、アミーンが大統領に就く。しかしアミーンはソビエトから不信感を抱かれていたため、12月には同国特殊部隊により暗殺されてしまう。その後、パルチャム派ではあるが両派を纏め上げたバブラク・カールマルが政権を率い、一応は空白期間を埋めた。

### アメリカ合衆国の動向
1979年半ばまでにはアメリカ合衆国がムジャヒディンへの資金提供を開始。カーター政権下で国家安全保障問題担当大統領補佐官を務めたズビグネフ・ブレジンスキーは、後に計画の目的を「ソビエトの軍事介入を誘発すること」と述べているが、ソビエトの侵攻は合衆国がソビエトの覇権主義を食い止められなかったために発生したことが後年明らかとなった。
エリック・アルターマンは『ネイション』誌の中で、サイラス・ヴァンスの側近であるマーシャル・シュルマンが「当時は極秘計画を知らされていなかったと言っているものの、国務省がソビエトに侵攻を思い留まらせるべく粉骨砕身したのであり、決してそれを誘発するために計画を行ったのではない。ヴァンスは確かにゲイツの詳述を全て代表していたようには思えない」としている。
当時ソビエトが中東に足場を築くため、南方へと領土を広げようとしたと考えていた者が一部に存在。
こうした中カーター大統領は侵攻の後、いわゆる「カーター・ドクトリン」を発表。合衆国は他のいかなる外部勢力が、ペルシャ湾を支配下に置くことを許さないというものであった。またソ連懐柔策として、1980年1月には小麦の輸出を決定し、デタントを演出しようとした。穀物の輸出は農業従事者に利益をもたらしたものの、禁輸措置は合衆国の農場主にとっては苦難の始まりを意味することとなる。
一方でカーターは同年、合衆国のアスリートがモスクワオリンピックに参加することを禁じ、若年男性への徴兵登録を復活させるに至る。ソ連侵攻の後、合衆国はソ連の撤退に向け外交努力に努め、合衆国によるパキスタンでの難民計画への貢献は、アフガン難民を支援する上で重要な役割を果たした。

### ソビエト連邦の動向
ソビエト政府はアフガニスタンでの戦闘を期待していなかったが、同国軍がカールマル政権下のアフガニスタン安定化に向け配置されるに至った。しかしながら、その結果ソビエトはアフガニスタンにおける内戦に直接介入することとなる。

## 計画

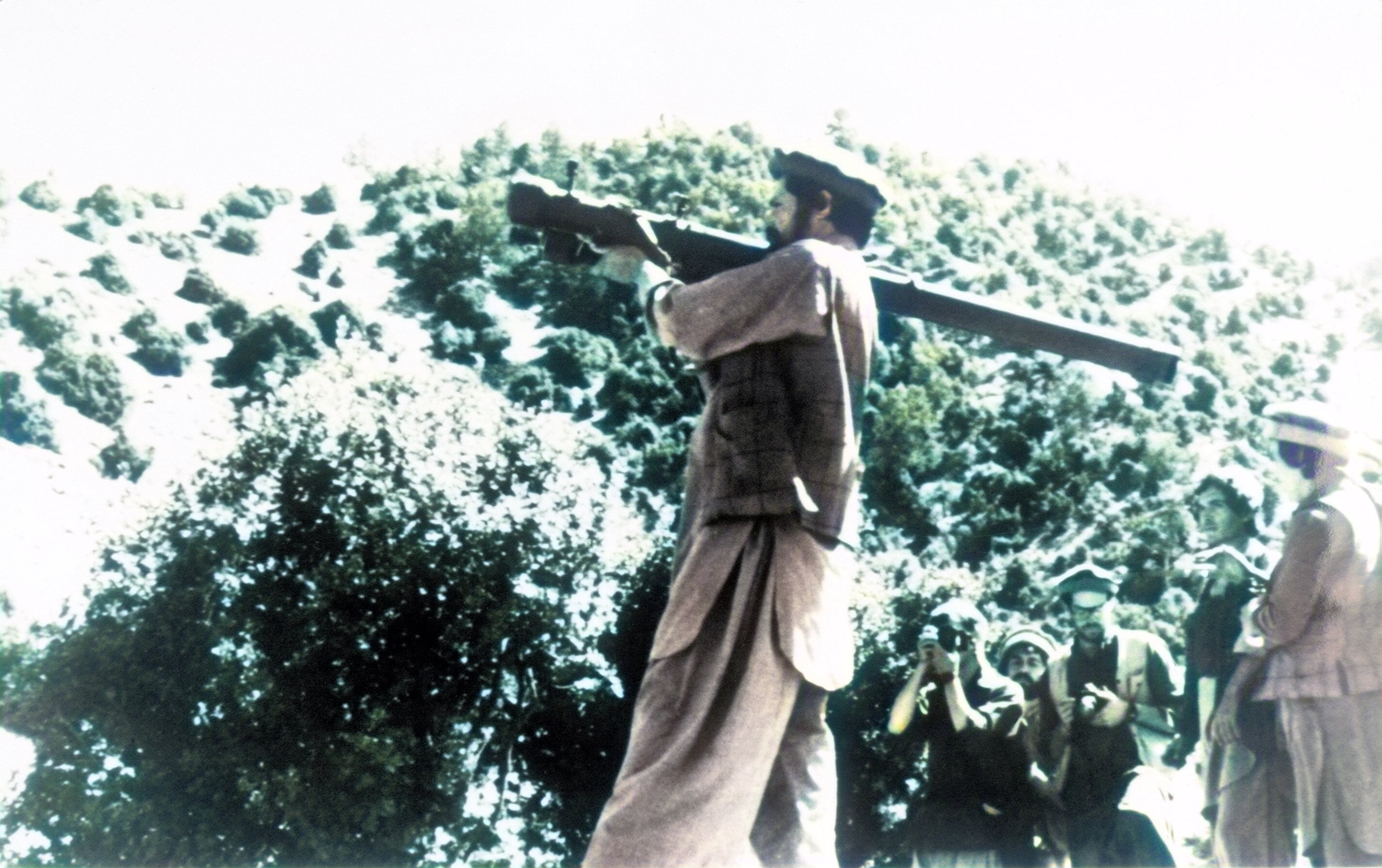
9K32を持つムジャヒディン（1988年）

カーターは1979年7月3日、アフガニスタンにおける反共ゲリラへの資金提供を認可する大統領令に署名。また、ソ連によるアフガン侵攻と親ソ派のカールマル大統領就任を受け、「ソビエトのアフガン侵攻は第二次世界大戦以降、平和に対する最大の脅威である」との声明を出す。
次代のロナルド・レーガン大統領も、海外の反ソ抵抗運動に対する支援を謳ったレーガン・ドクトリンの一環として計画を大いに拡大。この計画を遂行するためCIA特別行動部準軍官を雇い、赤軍に対峙するムジャヒディンの養成に当たらせることとなる。CIAやテキサス州選出の下院議員であるチャールズ・ネスビット・ウィルソンは、自身の役割を最も弁えていたものの、戦略の中心的な主導者はウィルソンと近しい関係にあった、CIA地域支部長のグスト・アヴラコトスの部下を務めていたCIA準軍官のマイケル・G・ヴィッカーであった。
ヴィッカースの戦略は訓練計画のみならず、武器や戦術、後方業務を幅広く混合し、ソビエトに対するゲリラ戦を戦えるだけの能力を高めることにあった。結局レーガンの計画は、アフガニスタンにおけるソビエトの占領に終止符を打つ一助となる。なお、近年明らかになった情報によると、アメリカ合衆国国防総省のマイケル・ピルズベリーがアフガニスタンのレジスタンスにスティンガーミサイルを提供していたという。
計画は同じくウィルソンと近しい関係にあったムハンマド・ジア＝ウル＝ハクパキスタン大統領に大いに依存。なかんずく軍統合情報局（ISI）を仲介して、アフガニスタンの抵抗組織へ武器や軍事訓練、資金提供を行うこととなる。なおイギリスのMI6や特殊空挺部隊、サウジアラビアの他、中華人民共和国からも同様の資金提供を受けている。アラブ諸国から義勇兵を募り、アフガニスタンに駐留するソビエト軍と戦う抵抗組織に加わらせてゆく。
ただし、ピーター・ベーゲンの著書「聖戦株式会社」によると、軍事訓練を受けたり、ムジャヒディンに直接接したアメリカ人はいなかったという。「PBSUCCESS作戦のように批判を浴びるのを恐れた」ため、CIAが実行した作戦は10にも満たないが、国務省から派遣された文民やCIAは当時、アフガニスタンとパキスタンの国境付近をしばしば訪れ、合衆国はアフガン難民を支援すること度々であった。
1986年以降、合衆国製のスティンガー対空ミサイル多数がムジャヒディンに提供。軽装備のアフガニスタン人が戦闘地域におけるソビエトのヘリコプターから効果的に防御し得る程に、ソビエトの戦況に決定的な一撃を加えてゆく。
皮肉にもスティンガーはあまりにも普及したため、1990年代には合衆国が反米テロリストからの「買い戻し」を余儀無くされる。この行為は残存するスティンガーがアフガニスタン国内の米軍に対して用いられる恐れから、2001年末の合衆国によるアフガニスタン紛争の後も密かに継続していたとされる。
1987年7月20日にはソ連軍のアフガニスタンからの撤退が発表され、1988年のジェノヴァ合意を経て、1989年2月15日の完全撤退に至る。

### 資金提供

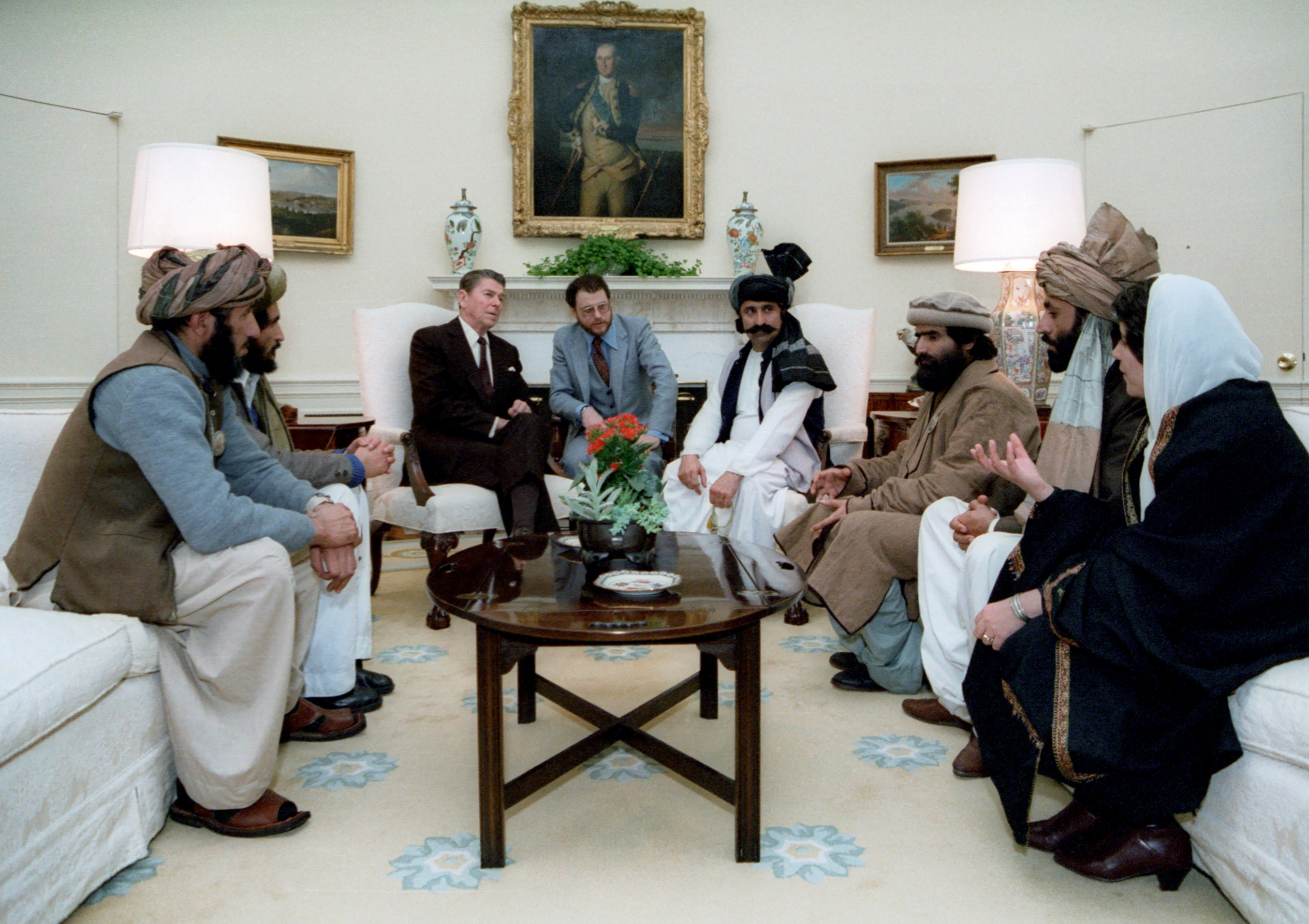
1983年にムジャヒディンの指導者と会談するレーガン大統領

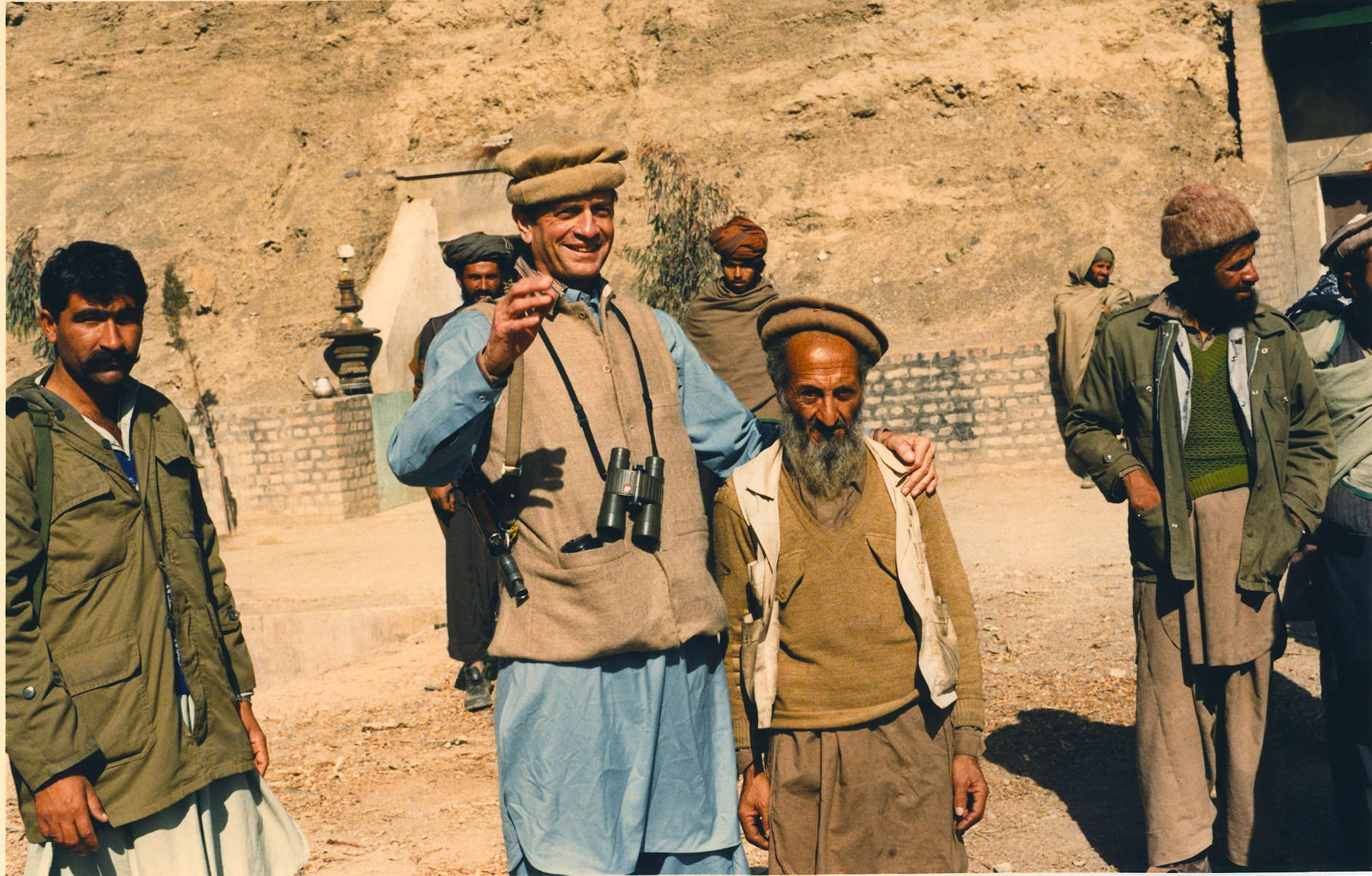
チャールズ・ウィルソンとムジャーヒディーン。
ウィルソンはCIA史上最大の極秘作戦を敢行した立志伝中の人物として知られ、CIAのアフガン支援の秘密予算の大幅増額を図る。

アフガニスタンにおけるソビエト軍との戦闘におけるパキスタンの役割を支援するため、合衆国は経済支援と武器売却を実施。1981年から1987年までの第1次支援計画では、32億ドルが経済支援と武器売却に平等に分配されることとなる。また支援活動外では12億ドルを費やし、1983年から1987年にかけてパキスタンにF-16を40機売却した。
1987年から1993年にかけての第2次支援計画では42億ドルに上った。この中から22億8000ドルが数%の利子を付け、補助金や貸付金の形で経済支援向けに割り当てられている。割り当ての残り（17億4000ドル）は武器購入に充てられた。なおアフガニスタン向けのパキスタンへの武器売却はイスラエルも関与。
このように資金額は、チャールズ・ネスビット・ウィルソンやゴードン・ハンフリー、ウィリアム・キャシーら合衆国の政治家や官僚によるロビー活動のため、年々増大の一途をたどった。レーガン政権下では、ムジャヒディンに対する合衆国の支援がレーガン・ドクトリンと呼ばれる外交政策の軸となり、合衆国はアフガニスタン以外にアンゴラやニカラグアなどでも反共抵抗活動を支援してゆく。
ムジャヒディンは合衆国やサウジアラビア、パキスタンやその他ムスリム諸国からの軍事支援の恩恵を大いに受けた。なかんずくサウジアラビアはCIAからムジャヒディンへの資金提供に関与。サウジアラビアの支払いが遅延すると、ウィルソンやアヴラコトスは同国に赴き取り立てていたという。
アフガニスタンへの支援のレベルは様々であった。ISIはグルブッディーン・ヘクマティヤールをはじめ、頑強なイスラーム主義者を好む傾向にあったのは、一部アメリカ人が認めるところである。しかしながら、穏健派を好む傾向にある者もおり、こちらはヘリテージ財団の外交アナリストであるマイケル・ジョンズやジェームズ・A・フィリップスを含む。両者はレーガン・ドクトリンの下で合衆国が最も支援するに相応しいアフガニスタンのレジスタンスの領袖として、アフマド・シャー・マスードを支援している。

## その後
合衆国はソビエト軍の撤退以後、アフガニスタンから目を離すこととなる。アフガニスタンのレジスタンスに対する資金提供も直後に打ち切るのみならず、パキスタンにおけるアフガン難民への支援も減らしてゆく。
ジョージ・H・W・ブッシュ合衆国大統領は1990年10月、パキスタンが核兵器不所持であるという証明を断念。外国支援法のプレスラー修正（1985年）に基づき、同国への制裁措置を発動することとなる。これにより1987年に提供された第2次支援計画が続行不可能となり、既にパキスタンへ行っている経済支援を除き、同国への経済支援や武器売却を中止。武器売却や訓練計画も同様に放棄され、合衆国で訓練を受けているパキスタンの軍官は帰国を求められた。
ウィルソンは1991年、1992年度にムジャヒディンへ2億ドルを供与するよう下院情報委員会へ説得の挙に出た結果、サウジアラビアが4億ドルを肩代わりすることとなる。

## 批判

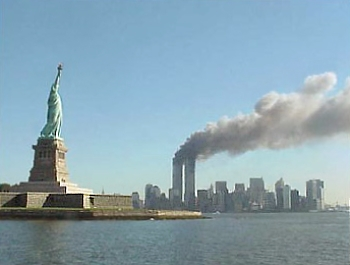
ムジャヒディンへの資金提供がアメリカ同時多発テロの引き金となったという批判がある

合衆国政府はパキスタンがグルブッディーン・ヘクマティヤールを「同志」と見なして、資金提供を許した廉で批判を行ってきた。ヘクマティヤールは他のムジャヒディンを殺害し、合衆国から提供された武器を用いながら、2000名の犠牲者を出したカブール砲撃を含め、民間人を攻撃したためである。またアルカーイダ創始者にして、マクタブ・アル＝ヒダマトと呼ばれるアフガニスタンの義勇兵を支援していたオサマ・ビンラディンと親交があったとも言われる。これを受けムハンマド・ジア＝ウル＝ハクはヘクマティヤールに対し、「アフガニスタンの指導者にしたのはパキスタンであり、無作法をし続けるのであれば、同様に殺害するのはパキスタンである」と警告。
ベーナズィール・ブットーパキスタン首相は1980年代末、イスラーム主義運動の台頭に懸念を表明し、ブッシュ大統領に「フランケンシュタインを造っているのはあなただ」と伝えている。これに対し合衆国は、資金はあくまでアフガニスタンの反乱軍に当てられていると強弁し、オサマ・ビンラディンやムジャヒディンへの資金提供を否定。しかしながら、アフガニスタン反乱軍の一部でさえタリバンに参加し、米軍に対する戦闘行為を行っている。
CIAがオサマ・ビンラディンに直接接したという証拠は無いものの、合衆国の資金提供はムジャヒディン集団に向けられており、同国の外交政策に批判的な者は、サイクロン作戦が2001年のアメリカ同時多発テロを生み出す潜在的な要因を造ったとしている（ブレジンスキーは否定）。
ウィリアム・ハートゥングはアルカーイダの創設が、ソビエトのアフガニスタン侵攻時合衆国によるムジャヒディンへの支援と関係があると指摘。一方クリストファー・アンドリューやソ連からの亡命者ヴァシリー・ミトロヒンによると、「CIAがビンラディンやムジャヒディンを支援することになった他のアラブ人義勇兵に資金提供を行っていたという主張」には何ら根拠が無いという。ピーター・ベーゲンは「本当の問題はCIAが1980年代にビンラディンを支援していたのではなく、1996年1月局内にビンラディン課が立ち上げられるまで、その可能性に気付いていなかったことにある」としている。